# رولاند فيليبس
رولاند فيليبس (بالإنجليزية: Rowland Phillips)‏ هو لاعب دوري الرغبي بريطاني، ولد في 28 يوليو 1965 في سانت ديفيدز في المملكة المتحدة.